# Institut supérieur d'administration
L’Institut supérieur d'administration (2003-2015) est un ancien pôle de formation préparant à la haute fonction publique au Maroc.

## Histoire
Créé en octobre 2003, il a joué un rôle dans la restructuration de l’administration et l’amélioration de ses performances. C’était un espace de formation adapté à l’exercice des responsabilités et au management public au haut niveau de la hiérarchie administrative et un outil d’études et de recherches appliquées pour accompagner les chantiers de réforme de l’État. L’Institut supérieur d'administration (ISA) avait la mission de former des managers, ses programmes basés sur un contenu et une méthode pédagogique choisis se fondaient sur une approche opérationnelle et pratique. Depuis 2015 l'ISA n'existe plus. Il a été fusionné avec l’École nationale d'administration pour aboutir à l’École nationale supérieure de l’administration.

## Données statistiques de la formation diplômante
| Année | Nombre de diplômés |
| ----- | ------------------ |
| 2005  | 17                 |
| 2006  | 30                 |
| 2007  | 29                 |
| 2008  | 25                 |
| 2009  | 22                 |
| 2010  | 29                 |
| 2011  | 27                 |
| 2012  | 27                 |